# Große Vils
Die Große Vils ist der rechte Quellfluss der Vils in Bayern. Ihre Quellen liegen bei einem Wäldchen südlich von Seeon (Gemeindegebiet Lengdorf im Landkreis Erding) auf einer Höhe von 502 m ü. NN.

## Geographie

### Verlauf
Die Große Vils schlängelt sich immer in nördlicher und östlicher Richtung durch die Orte Taufkirchen (Vils), Velden und Vilsbiburg bis 700 Meter südlich von Gerzen, wo sie sich mit der Kleinen Vils zur Vils vereint.
In der Umgebung der Großen Vils hatten die Grafen von Neuburg-Falkenstein, ein mächtiges Adelsgeschlecht des Hochmittelalters, neben dem Inn- und Mangfalltal ihre ältesten Besitzungen.

### Zuflüsse
Eine umfassendere Aufstellung, die auch kleine Zuflüsse enthält, findet sich in der Liste von Zuflüssen der Vils.
Liste größerer Zuflüsse von der Quelle zur Mündung. Längen einschließlich der Oberläufe anderen Namens auf dem Hauptstrang. Auswahl.
- Hörgersdorfer Graben, von links nach Taufkirchen-Hörgersdorf
- Moosbach, von rechts vor Taufkirchen-Mühlberg, 6,7 km und 7,6 km²
- Tegernbacher Bächlein, von links vor Taufkirchen-Frauenvils
- Kirchlerner Bach, von links in Taufkirchen, 7,7 km und 21,0 km²
- Stephansbrünnlbach, von links in Taufkirchen, 9,5 km und 23,1 km²
- Rechlfinger Bach, von links in den Flutkanal neben der Vils bei Taufkirchen-Jettenstetten
- Kallingerbach, von rechts vor Velden-Oberbabing, 10,8 km und 24,3 km²
- Spindlbach, von rechts vor Velden-Babing, 7,4 km und 13,8 km²
- Suldinger Bach, von links in den Altbach genannten Seitengraben bei Velden-Kleinvelden, 10,3 km und 23,0 km²
- Zellbach, von rechts bei Velden-Biedenbach, 6,6 km und 18,4 km²
- Lernerbach, von links in den Altbach genannten Seitengraben bei Velden-Obervilslern, 12,5 km und 38,8 km²
- Stockhamer Graben, von links in den Altbach genannten Seitengraben bei Velden-Stockham
- Haselbach, von rechts in den Flutgraben genannten Seitengraben bei Velden-Haselbach
- Maierbach, von links bei Vilsbiburg-Niedermühle, 6,1 km und 8,2 km²
- Haarbach, von links bei Vilsbiburg-Frauenhaarbach, 6,7 km und 10,2 km²
- Pfaffenbach, von links bei Vilsbiburg-Streunweinmühle, 4,6 km und 6,7 km²
- Rettenbach, von links in Vilsbiburg, 8,5 km und 12,5 km²
- Frauengraben, von links gegenüber Vilsbiburg-Reschen
- Steindlgraben, von links bei Vilsbiburg-Prading
- Eiselsberger Graben, von rechts vor Vilsbiburg-Solling
- Kühbächlein, von rechts nach Schalkham-Leberskirchen
- Schalkhamer Graben, von rechts bei Schalkham